# Pas-de-Jeu
Pas-de-Jeu är en kommun i departementet Deux-Sèvres i regionen Nouvelle-Aquitaine i västra Frankrike. Kommunen ligger i kantonen Thouars 1er Canton som tillhör arrondissementet Bressuire. År 2022 hade Pas-de-Jeu 343 invånare.

## Befolkningsutveckling
Antalet invånare i kommunen Pas-de-Jeu
| Referens: INSEE |